# کین پارکر
استیلث (به انگلیسی: Stealth) با نام اصلی کِین پارکر (به انگلیسی: Kaine Parker) یک شخصیت خیالی ابرقهرمان فعلی و یک ابرشرور سابق در کتاب‌های کامیک می‌باشد. این کاراکتر به دست تام دی‌فالکو، تری کاوانه و استیون باتلر خلق شده و در تار مرد عنکبوتی شماره ۱۱۹ (۱۹۹۴) معرفی شد. وی با هویت فعلی خود یعنی استیلث است و هویت‌های قبلی خود یعنی اسکارلت اسپایدر، کِین، تارانتولا و دیگر داشته‌است.

## زندگی خیالی شخصیت
وی کلون دوم از مرد عنکبوتی است. کین با بن ریلی خیلی جنگیده‌است و هر دوی آنها توسط شغال ساخته شده‌اند. او کارهای خبیثانه‌ای انجام می‌داد. کین یک شخصیت  بود اما با گذشت زمان به یک قهرمان تبدیل شده‌است.